# Typhlodromus votivus
Typhlodromus votivus är en spindeldjursart som först beskrevs av Meshkov 1990.  Typhlodromus votivus ingår i släktet Typhlodromus och familjen Phytoseiidae. Inga underarter finns listade i Catalogue of Life.